# قلمرو آنگو
قلمرو آنگو (به لاتین: Ango Territory) یک منطقهٔ مسکونی در جمهوری دموکراتیک کنگو است که در Bas-Uele واقع شده‌است.